# (11681) Ortner
(11681) Ortner est un astéroïde de la ceinture principale.

## Description
(11681) Ortner est un astéroïde de la ceinture principale. Il fut découvert le 1er mars 1998 à Caussols par le projet ODAS. Il présente une orbite caractérisée par un demi-grand axe de 2,19 UA, une excentricité de 0,10 et une inclinaison de 2,0° par rapport à l'écliptique.

## Compléments